# نينا دي فريس
نينا دي فريز (21 يناير 1961) هي مساعدة جنسية هولندية، تعيش وتعمل في ألمانيا منذ عام 1990، وُلدت في إيمويد هولندا. تحول تركيزها إلى العمل مع ذوي الإعاقة الشديدة وتدريب المساعدين الجنسيين، إضافة إلى الإشراف على مرافق رعاية المسنين وذوي الإعاقات المتنوعة.

## التعليم والعمل المبكر
كانت نينا دي فريس طفلة لوالدين منخرطين في السياسة. كانت على دراية منذ سن مبكرة بمفهوم منظمة العفو الدولية والاحتجاجات ضد حرب فيتنام. كان والدها مدرسًا، وكانت والدتها ربة منزل. انتحرت والدتها عندما كان دي فريس يبلغ من العمر 16 عامًا -"لحظة غيرت مسار حياتها بشكل ملحوظ". عندما كانت في السابعة عشرة من عمرها وشعرت بالضعف بعد وفاة والدتها، شاهدت تقريرًا على التلفزيون الهولندي عن ما يسمى "مساعدي الجنس". لقد تأثرت بشدة، وذكّرتها بالأطباء المهرجين الذين يحاولون إدخال بعض الفرح إلى قلوب الأطفال المحتضرين. لم تكن تعلم أن هذا اللقاء مع أشخاص يواجهون بلا خوف اليأس والإحباط لدى البشر الآخرين سيصبح دافعًا لها، وأنها ستصبح مقاتلة من أجل تقرير المصير الجنسي لأولئك الذين لا يستطيعون مساعدة أنفسهم.
التحقت نينا دي فريس بالمدرسة الابتدائية في أمرسفورت. تخرجت من المدرسة الثانوية في أرنهايم في عام 1979 ثم درست العمل الاجتماعي في ليوواردن. عاشت وعملت لعدة سنوات في مجتمع ذي توجه بوذي، لكنها ابتعدت فيما بعد عن هذه الروحانية. ومع ذلك، لا تزال العناصر البوذية تتدفق إلى عملها. بينما كانت لا تزال في هولندا، تدربت على العمل الجسدي والتربية الجنسية.
في عام 1990، انتقلت نينا دي فريس إلى برلين وبعد ذلك إلى بوتسدام حيث تعيش وتعمل، ما لم تكن خبرتها مطلوبة في أماكن أخرى. كانت في البداية ناشطة فنياً، وشاركت في الفنون الرسومية والنحت، من بين مجالات أخرى. وفي عام 1992 بدأت العمل كمعلمة في مركز إعادة التأهيل حيث عملت لمدة عام. وهذا جعلها تتواصل مع الأشخاص ذوي الإعاقة لأول مرة. في يناير 2017 أجرت مقابلة حول عملها باللغة الإنجليزية.

## حياة مهنية
تُعتبر نينا دي فريس رائدة في مجال المساعدة الجنسية. وفي نهاية تسعينيات القرن العشرين، بدأت عملها كمساعدة جنسية واستمرت في اكتساب الخبرة منذ ذلك الحين. إنها ترى أن أهم معلميها هم أولئك الذين يستخدمون خدماتها.
وفي الوقت الحالي، يتكون عملاء دي فريس بشكل أساسي من الأشخاص ذوي الإعاقات المتعددة، والمصابين بالتوحد، فضلاً عن الأشخاص الذين يعانون من اضطرابات معرفية أو خرف كبيرة. بالإضافة إلى ذلك، تشارك دي فريس في تدريب الآخرين لتحقيق معايير الجودة. إنها تعتقد أن المرونة والحساسية والاحترام والصدق هي قيم لا غنى عنها في عملها. علاوة على ذلك، وبالنيابة عن مركز الإعاقة والجنس في بازل، قامت بتدريب عشرة معالجين جنسيين من كلا الجنسين لمدة ستة أشهر. كما أنها تقدم التدريب للمنظمات المخصصة لتقرير المصير الجنسي للأشخاص.
تُستدعى دي فريس بانتظام من قبل العديد من المؤسسات لإلقاء محاضرات أو ورش عمل حول موضوعات الجنس والإعاقة أو الجنس والشيخوخة. تشارك في هذا الأمر جمعيات البحث، وكذلك المرافق المخصصة للأشخاص ذوي الإعاقة، ودور رعاية المسنين التي بدأت في التعامل مع هذا الموضوع المحظور إلى حد كبير. وتأتي طلبات الاستفادة من خبراتها في الغالب من ألمانيا والنمسا وسويسرا. في المؤتمر الرابع لرعاية المسنين في عام 2010، أجرت مقابلة متاحة على موقع يوتيوب.
عندما بدأت دي فريس العمل في مجال المساعدة والتثقيف الجنسي، فوجئت بردود الفعل في ألمانيا، إذ كانت تعلم أن هولندا أكثر انفتاحًا؛ فقد نشطت المساعدات الجنسيات هناك منذ سبعينيات القرن الماضي.

## المساعدة الجنسية
تُعد محاولة تقديم المساعدة للأشخاص الذين يحتاجون إلى مساعدة محددة فيما يتعلق بحياتهم الجنسية بسبب إعاقات مختلفة قد أدت إلى ظهور ملف مهني جديد تطلق عليه دي فريس اسم المرافقة الجنسية أو المساعدة الجنسية.
وصفت دي فريس المساعدة الجنسية بأنها "فرصة للتجربة"، مشيرة إلى أنه من خلال هذه المساعدة يُقدَم دعم جنسي بمقابل مادي، فهي تُعد شكلاً من أشكال الدعم لتعزيز الاستقلالية الجنسية. على عكس العمل الجنسي التقليدي، فإن بناء علاقات شخصية متعمقة يُعد ضروريًا، ليس فقط مع المستفيدين من الخدمة، بل أيضًا مع مقدمي الرعاية لهم. وتعتقد دي فريس أن هذه العلاقات تخلق ظروفًا خاصة لهذه المهنة ويجب أخذها بعين الاعتبار في التدريب المهني. نُظِّم هذا التدريب لأول مرة عندما أشرفت دي فريس على تأهيل مساعدين جنسيين في معهد تقرير المصير للأشخاص ذوي الإعاقة.
ترى دي فريس الفرق بين المساعدة الجنسية والشراكة البديلة على مستويات مختلفة. من ناحية أخرى، فهي تنظر إلى المساعدة الجنسية ليس كشريك بديل للعميل، بل كشخص يقدم علاقة شخصية للغاية ومصممة بشكل فردي. من ناحية أخرى، لا تسعى المساعدة الجنسية إلى أي أهداف علاجية، ولكنها تهدف إلى مساعدة الأشخاص الذين لا يستطيعون التعبير عن أنفسهم دون مساعدة في اتخاذ قرارات بشأن تقرير المصير الجنسي.

## المنشورات
- de Vries, Nina (2009). Lust leben statt Leiden schaffen – Sexualassistenz für Menschen mit einer Beeinträchtigung. Orientierung (بالألمانية) ("stattlich, prächtig, stark bewegt" – Voller Stolz und Leidenschaft ed.). Bundesverband evangelische Behindertenhilfe. Vol. 2. Archived from the original on 2022-09-26. Retrieved 2016-11-10.
- Assistance: Ewering, Ingrid; Gartinger, Silvia; Hennig, Anke; Hinderberger, Jörg; Jocham, Ulrike; Rott-König, Corina; Schmidt, Christoph (2011). Nicklas-Faust, Jeanne; Scharringhausen, Ruth (eds.). Heilerziehungspflege in besonderen Lebenslagen gestalten [Training in special living conditions]. Heilerziehungspflege (بالألمانية). Berlin: Cornelsen. Vol. 2. ISBN:978-3-06-450304-5. Archived from the original on 2016-12-20.Nicklas-Faust, Jeanne; Scharringhausen, Ruth (eds.). Heilerziehungspflege in besonderen Lebenslagen gestalten [Training in special living conditions]. Heilerziehungspflege (in German). Vol. 2. Berlin: Cornelsen. ISBN 978-3-06-450304-5.

## روابط خارجية
- موقع نينا دي فريس (الألمانية)
- (الألمانية - 45:17)
- . على يوتيوب (2010 – 5:07)